# Хеллингер, Мартин
Карл Мартин Хеллингер (нем. Karl Martin Hellinger; 17 июля 1904, Пирна, Германская империя — 13 августа 1988, Гамбург, ФРГ) — гауптштурмфюрер СС, зубной врач, служивший в концлагерях Равенсбрюк и Флоссенбюрг.

## Биография
Мартин Хеллингер родился 17 июля 1904 года в семье продавца. С 1924 по 1927 год изучал стоматологию в Лейпциге. 2 декабря 1927 года сдал государственный экзамен, а в декабре 1928 года получил докторскую степень. Впоследствии работал ассистентом в университетской клинике Лейпцига. В апреле 1931 года вместе со своим братом открыл стоматологическую практику в Пирне.
1 марта 1933 года вступил в НСДАП (билет № 2969503). 1 июля 1933 года был зачислен в ряды СС (№ 134328). В сентябре 1939 года был призван в вермахт, однако 12 декабря 1940 года был демобилизован в звании ефрейтора. 3 марта 1941 года был принят в войска СС. С 3 марта по 17 октября 1941 года был зубным врачом в концлагере Заксенхаузен. С 18 октября 1941 по 14 марта 1943 год был зубным врачом в концлагере Флоссенбюрг. 10 марта 1943 года был переведён в концлагерь Равенсбрюк, где до окончания войны занимал должность главного зубного врача.
1 октября 1945 года попал в британский плен. На первом Равенсбрюкском процессе дал показания о том, что лично вырывал золотые коронки изо рта убитых заключенных. Кроме того, присутствовал при проведении казней. Сам Хеллингер ссылался на необходимость исполнения приказов. 3 февраля 1947 года британским военным трибуналом был приговорён к 15 годам заключения. Наказание отбывал в тюрьме в Верле. 14 мая 1955 года (по другим данным, 19 апреля 1954 года) был освобождён досрочно за хорошее поведение. После освобождения работал стоматологом в Гамбурге.